# Unsere Besten
Unsere Besten war eine Fernsehreihe des ZDF die von 2003 bis 2008 ausgestrahlt wurde.
2014 erschienen Fortsetzungen unter dem Namen Deutschlands Beste!. Die im Rahmen einer von Johannes B. Kerner moderierten Rankingshow präsentierten Rankings wurden vorgeblich durch eine im Vorfeld stattfindende, nicht repräsentative Zuschauerabstimmung ermittelt. Zu jeder Sendung wurden zum Thema passende Gäste eingeladen. Nachdem im Juli 2014 publik wurde, dass gravierende Manipulationen bei der Ranking-Show vorgenommen worden waren, wurde die Sendung aus dem Programm genommen und der damalige Unterhaltungschef Oliver Fuchs bot, obwohl nicht ursächlich verantwortlich, seinen Rücktritt an.
Vorbild für das Sendekonzept war ursprünglich die britische Sendung 100 Greatest Britons der BBC.

## Modus
Zu jedem Thema wurde vom ZDF eine Liste mit Namensvorschlägen herausgegeben. Diese sollte als Orientierungshilfe dienen und konnte von den abstimmenden Zuschauern ergänzt werden. Die Abstimmung erfolgt per Post, per SMS und auch im Internet, was Massenabstimmungen erleichtert. Alle abgegebenen Stimmen wurden zusammengezählt und daraus die später vorgestellte Rangliste erstellt.

## Fragen vor der ersten Show
Vor der ersten Show, zu der 2003 „Die größten Deutschen“ gewählt werden sollten, gab es Diskussionen darüber, ob nur „Deutsche“ benannt werden sollen, die zu ihrer Zeit auf dem Gebiet der 1949 gegründeten (und 1990 durch den Beitritt der DDR erweiterten) Bundesrepublik Deutschland geboren wurden oder auch alle anderen „Deutschen“ im Sinne ihrer deutschen Sprach- und Kulturzugehörigkeit und zwar unabhängig davon, unter welcher Herrschaft oder in welchem Staat sie gelebt hatten. Die Kontroversen ähneln dabei jenen um die Persönlichkeiten „teutscher Zunge“, die in die 1843 eröffnete Ruhmeshalle Walhalla aufgenommen wurden. Das ZDF hatte sich daher dafür entschieden, die Auswahl bei Unsere Besten nicht von heutigen Staatsgrenzen (Staaten), sondern neutral als Kriterium allein die Zugehörigkeit zur deutschen Sprach- und Kulturgemeinschaft gelten zu lassen. Auf Kritik, besonders seitens britischer Boulevardblätter, stieß auch die Nichtberücksichtigung Adolf Hitlers und anderer Politiker des 3. Reiches.
- Wolfgang Amadeus Mozart beispielsweise, ein bedeutender Komponist und Sohn des ebenfalls in seiner Zeit bekannten Komponisten Leopold Mozart, wurde im bairischen und damals reichsunmittelbaren Erzstift Salzburg geboren. Dieses Bistum wurde erst lange nach seinem Tod Teil des Kaisertums Österreich bzw. der heutigen Republik Österreich.
- Der Geburtsort des berühmten deutschsprachigen „Urwalddoktors“ Albert Schweitzer bei Colmar im Elsass gehörte zum damaligen Deutschen Kaiserreich, später (wieder) zu Frankreich.
- Nikolaus Kopernikus wurde als „Hobbyastronom“ auch vorgestellt.[9] Er entstammte der deutschsprachigen Bürgerschaft der Stadt Thorn, welche sich einige Jahre vor seiner Geburt dem König von Polen unterstellt hatte. Am 12. Juni 2003 hat der Polnische Senat auf Initiative seiner Kommission für Polen im Ausland eine Erklärung  verabschiedet, zur „Erinnerung an den großen Polen Mikołaj Kopernik ... diesem herausragenden Polen ... den Verteidiger der (Allensteiner) Burg während des Polnisch-Deutschen Krieges ... der große Pole ...“[10][11]
- Selbstverständlich war es beispielsweise für die Geistesgrößen Sigmund Freud und Immanuel Kant, sich als Österreicher bzw. Preuße und als Deutsche zu bezeichnen – das war kein Gegensatz.
- Schriftsteller, die ihre Werke in der deutschen Sprache verfassten, wie Franz Kafka oder Nobelpreisträger Elias Canetti, wurden kaum berücksichtigt.

Im letztgenannten Sinne bezeichne(te)n sich die muttersprachlich deutschen Menschen als Deutsche. Staatsgrenzen waren keine Sprachgrenzen und sind es auch heute nicht, und Staatsgebilde hatten sich im Laufe der Geschichte durch Fürstenhochzeiten oder Kriege immer wieder verändert.

## Kritik
Der daraus resultierende Einschluss der oben beschriebenen Persönlichkeiten hatte teilweise heftige Kritik zur Folge, obwohl jahrhundertelang das Wort „Deutscher“ einen Angehörigen der deutschen Kultur- und Sprachgemeinschaft (Ethnie) bezeichnete, egal in welchem Land er lebte. Seit einigen Jahrzehnten ist ein Bedeutungswandel in dem Sinne festzustellen, dass die meisten Menschen heute „Deutscher“ gleichbedeutend mit „Staatsbürger der Bundesrepublik Deutschland“ verwenden, obgleich hier verschiedene Sachverhalte begrifflich voneinander zu trennen sind, die ansonsten durch die neuere Sprachregelung verschleiert werden.
Die Kritik aus Polen betraf die deutsche Zuordnung von Nikolaus Kopernikus. Aus Österreich kam differenzierte Kritik, da hier über die Zuordnungen der Sendung gestritten wurde.
Des Weiteren wurden die erstellten Ranglisten kritisiert, da diese in ihrer Aussagekraft begrenzt sind und es kaum möglich ist, objektive Kriterien zu finden, mit denen man Personen verschiedener Aufgabenbereiche miteinander vergleichen kann. Vor allem bei der ersten Sendung wurde dies immer wieder kritisiert.
Die Ranglisten stellen außerdem lediglich eine Momentaufnahme des aktuellen Meinungsbildes dar (so war z. B. Oliver Kahn 2004 in der Top-10 der größten Sportler noch vertreten und hier der dritt-bestplatzierte Fußballer; anderthalb Jahre später war er in der Top-10 der größten Fußballer überhaupt nicht mehr dabei). Auch sind die Teilnehmer an derartigen Abstimmungen nicht als repräsentativ für alle Deutschen zu sehen, da bestimmte Bevölkerungsgruppen aus unterschiedlichsten Gründen nicht bzw. unter- oder überdurchschnittlich daran teilnehmen. Zusätzlich ist das Einwerben von Stimmen über sogenannte Botschafter auch als Marketing einer Person zu verstehen (So warb z. B. Guido Knopp in der letzten Abstimmungsphase für Adenauer). Auch wurde die Sendung in Berlin aufgezeichnet mit einem Publikum, welches mit abfälligen Bekundungen zu Adenauer und auf der anderen Seite mit Zustimmungsbekunden zu Marx eine unterschwellige Beeinflussung der Fernsehzuschauer betrieb. Viele nur kurzzeitig bekannte oder erfolgreiche Personen konnten sich in einzelnen Sendungen hoch platzieren, da sie zur Zeit der Abstimmung eine große Aufmerksamkeit genossen. Als extremes Beispiel dafür steht Daniel Küblböck, der Teilnehmer einer Castingshow, der es in der Rangliste auf Platz 16 schaffte.
Besonders problematisch stellte sich das Ergebnis nach der Neuauflage 2014 dar (s. u.). Hier musste das ZDF nicht nur methodische Fehler und komplettes Verwerfen der im Vorfeld erfolgten Zuschauerabstimmung zugeben, es wurden auch Einzelmanipulationen vorgenommen, um eingeladenen Gästen ohne deren Wissen bessere Bewertungen präsentieren zu können.

## Ranglisten der Sendungen

### Unsere Besten – Die größten Deutschen
Sendung am 28. November 2003

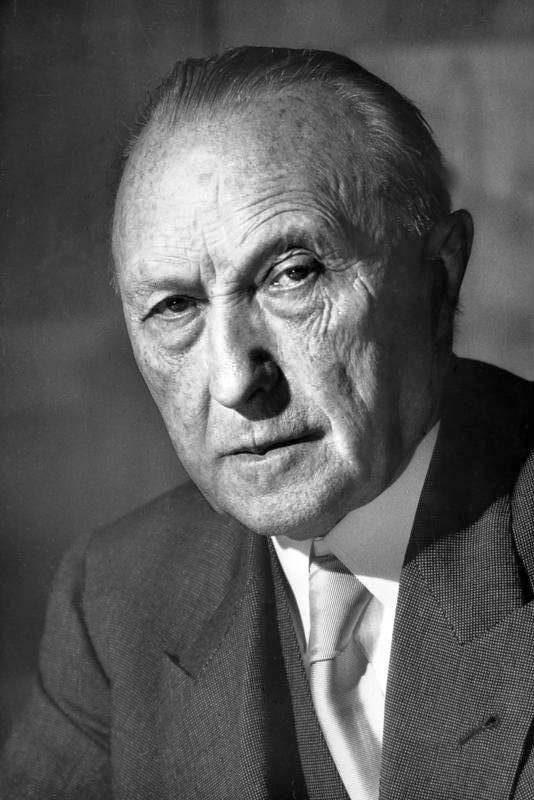
Konrad Adenauer

1. Konrad Adenauer, Politiker/Bundeskanzler (1876–1967)
2. Martin Luther, Kirchenreformator (1483–1546)
3. Karl Marx, Philosoph und Nationalökonom (1818–1883)
4. Sophie und Hans Scholl, Widerstandskämpfer („Weiße Rose“) (1921/1918–1943)
5. Willy Brandt, Politiker/Bundeskanzler (1913–1992)
6. Johann Sebastian Bach, Komponist (1685–1750)
7. Johann Wolfgang von Goethe, Dichter und Schriftsteller (1749–1832)
8. Johannes Gutenberg, Erfinder des Mobilletterndrucks (1400–1468)
9. Otto von Bismarck, Politiker/Reichskanzler (1815–1898)
10. Albert Einstein, Naturwissenschaftler/Physiker (1879–1955)

### Unsere Besten – Die Lieblingsbücher der Deutschen
Sendung am 1. Oktober 2004

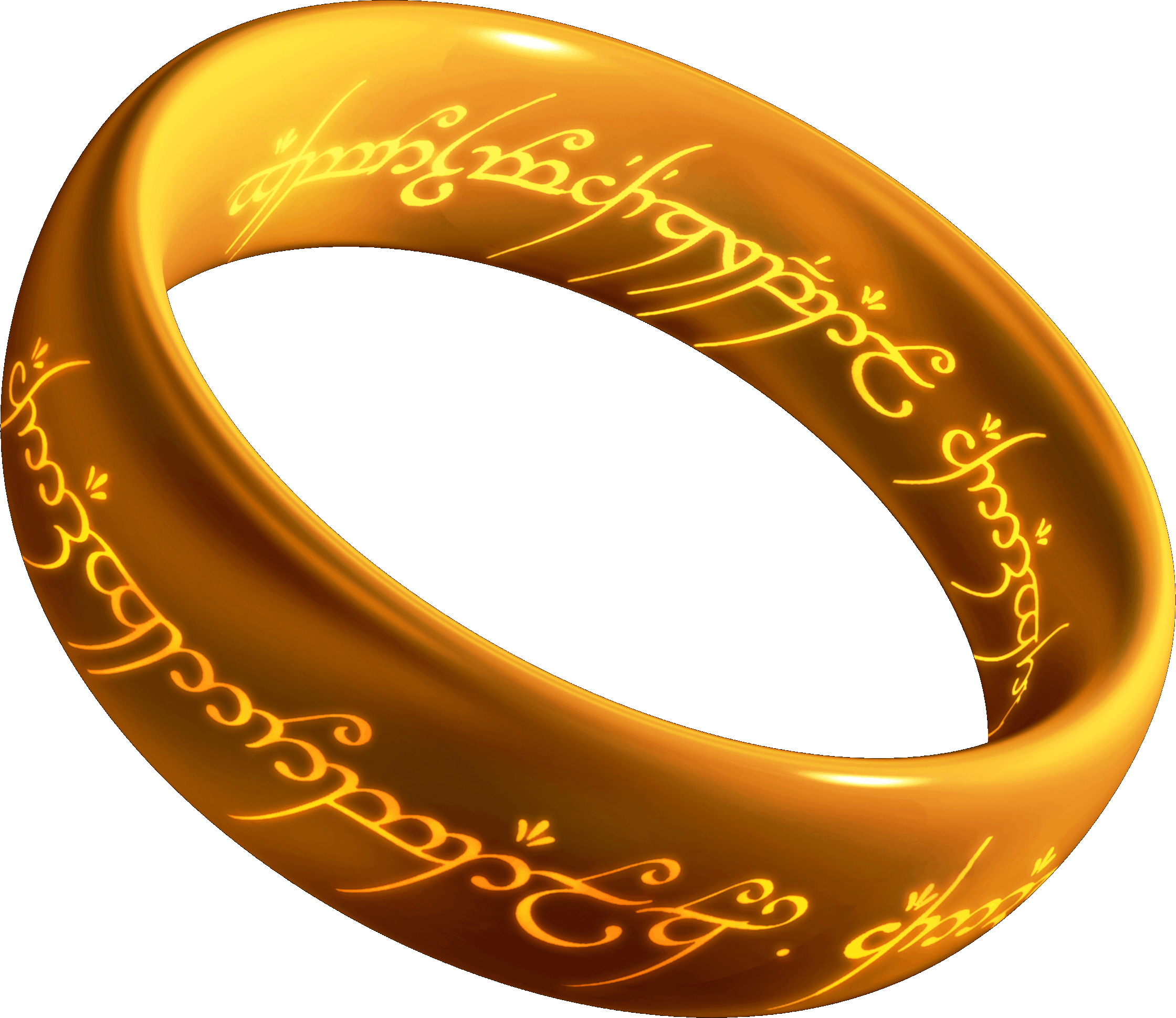
Der Eine Ring

1. Der Herr der Ringe (Roman des britischen Autors J. R. R. Tolkien)
2. Die Bibel (Die heilige Schrift des Christentums)
3. Die Säulen der Erde (Roman des britischen Autors Ken Follett)
4. Das Parfum (Roman des deutschen Autors Patrick Süskind)
5. Der kleine Prinz (Erzählung des französischen Schriftstellers Antoine de Saint-Exupéry)
6. Buddenbrooks (Roman des deutschen Autors Thomas Mann)
7. Der Medicus (Roman des US-amerikanischen Autors Noah Gordon)
8. Der Alchimist (Roman des brasilianischen Autors Paulo Coelho)
9. Harry Potter und der Stein der Weisen (Roman der britischen Autorin Joanne K. Rowling)
10. Die Päpstin (Roman der US-amerikanischen Schriftstellerin Donna W. Cross)

### Unsere Besten – Sportler des Jahrhunderts

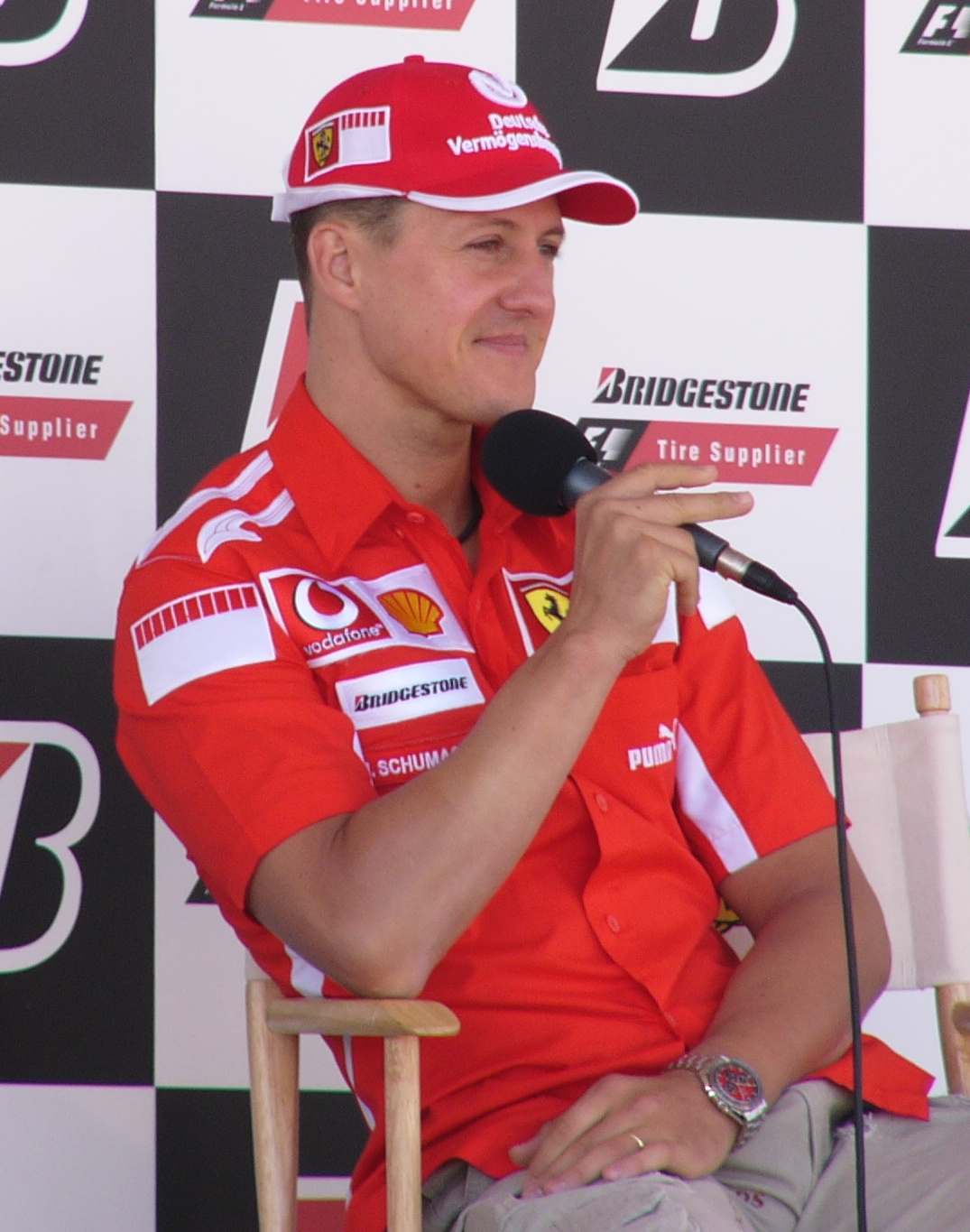
Michael Schumacher

Sendung am 19. November 2004
1. Michael Schumacher
2. Birgit Fischer
3. Steffi Graf
4. Franz Beckenbauer
5. Boris Becker
6. Max Schmeling
7. Jan Ullrich
8. Franziska van Almsick
9. Gerd Müller
10. Oliver Kahn

### Unsere Besten – Die größten Erfindungen

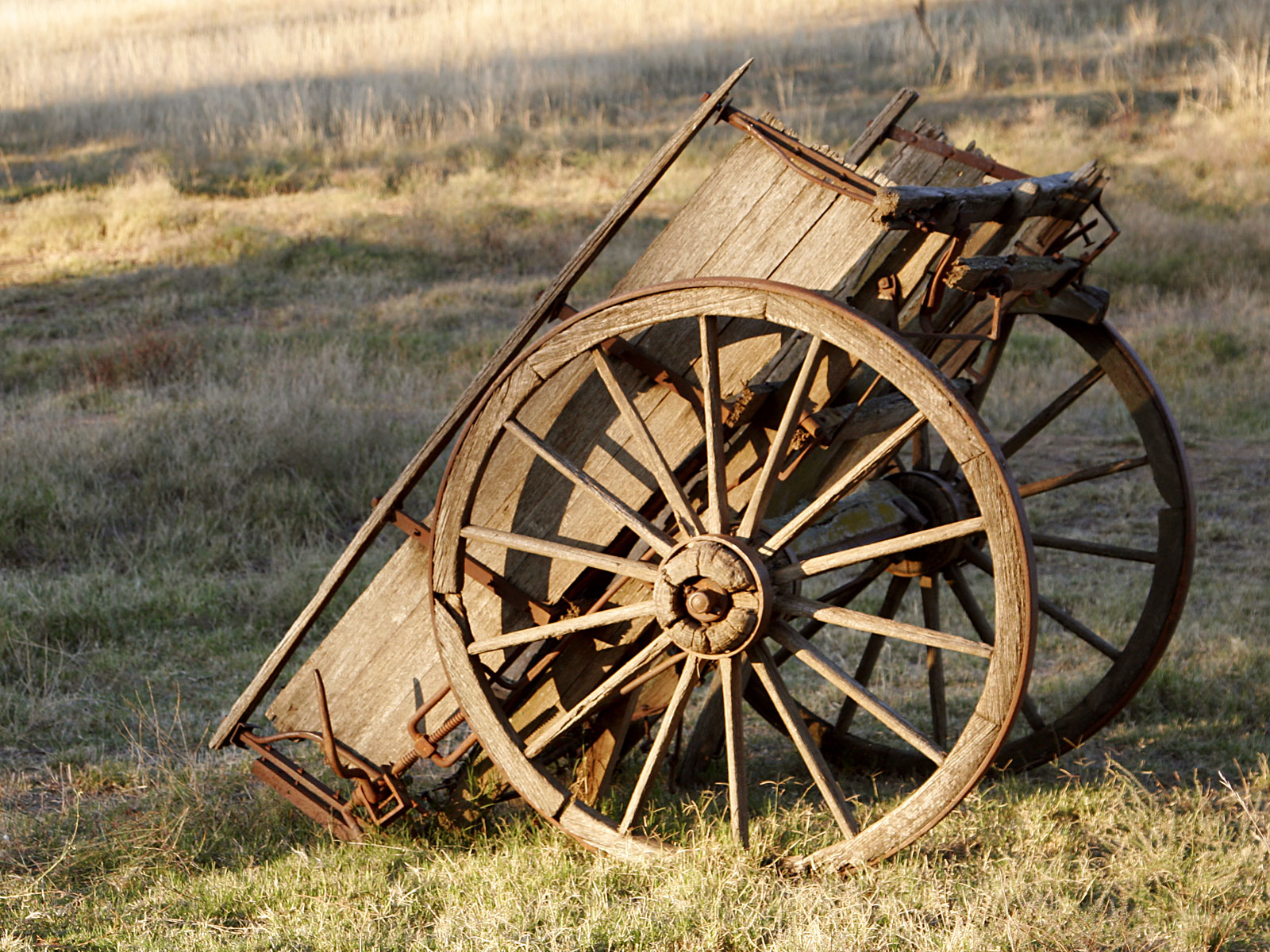
Räder an einem Holzwagen

Sendung am 17. Juni 2005
1. Rad
2. Glühlampe
3. Buchdruck
4. Stromerzeugung
5. Computer
6. Auto
7. Antibiotikum
8. Schrift
9. Telefon
10. Flugzeug

### Unsere Besten – Jahrhunderthits
Sendung am 25. November 2005
1. Wind of Change (Scorpions)

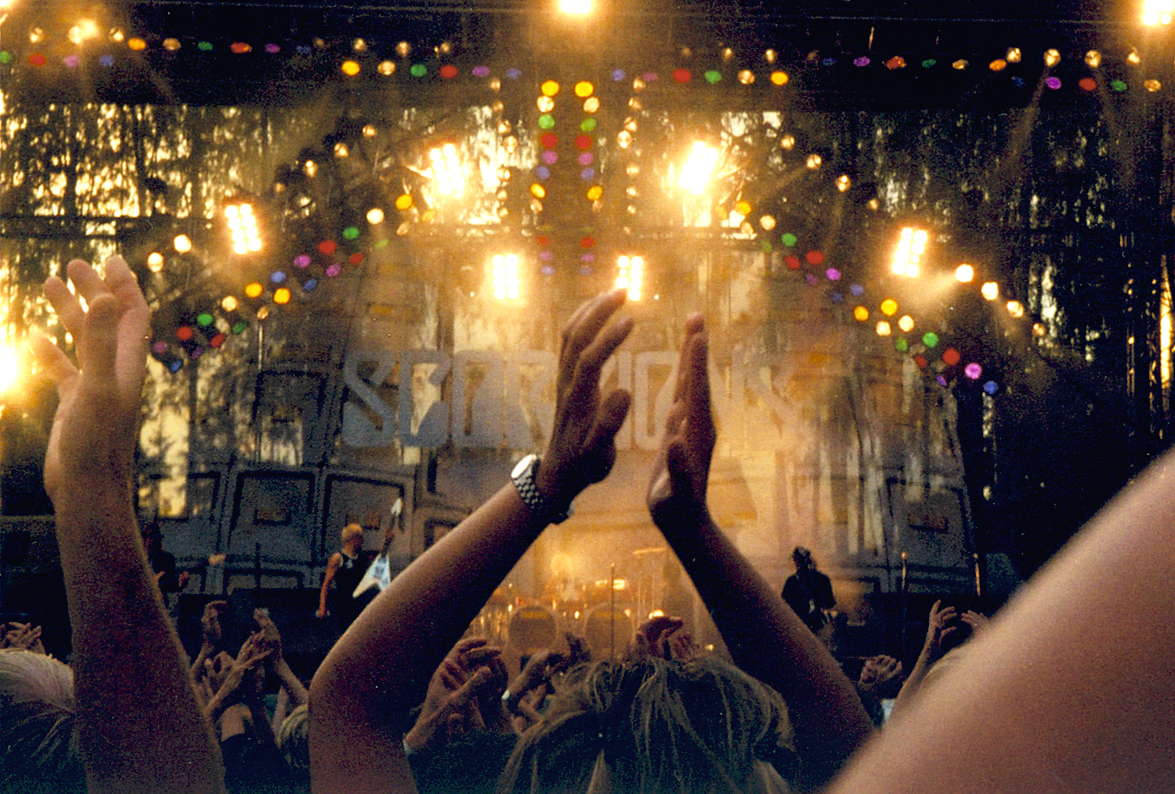
Scorpions-Auftritt beim finnischen Rockfestival Ankkarock (2003)

2. Über sieben Brücken mußt du gehn (Karat)
3. Ode an die Freude aus Beethovens 9. Sinfonie (Friedrich Schiller/Ludwig van Beethoven)
4. Über den Wolken (Reinhard Mey)
5. Abenteuerland (Pur)
6. Alt wie ein Baum (Puhdys)
7. Ein bißchen Frieden (Nicole)
8. Junge, komm bald wieder (Freddy Quinn)
9. 99 Luftballons (Nena)
10. Marmor, Stein und Eisen bricht (Drafi Deutscher)

### Unsere Besten – Fußballer

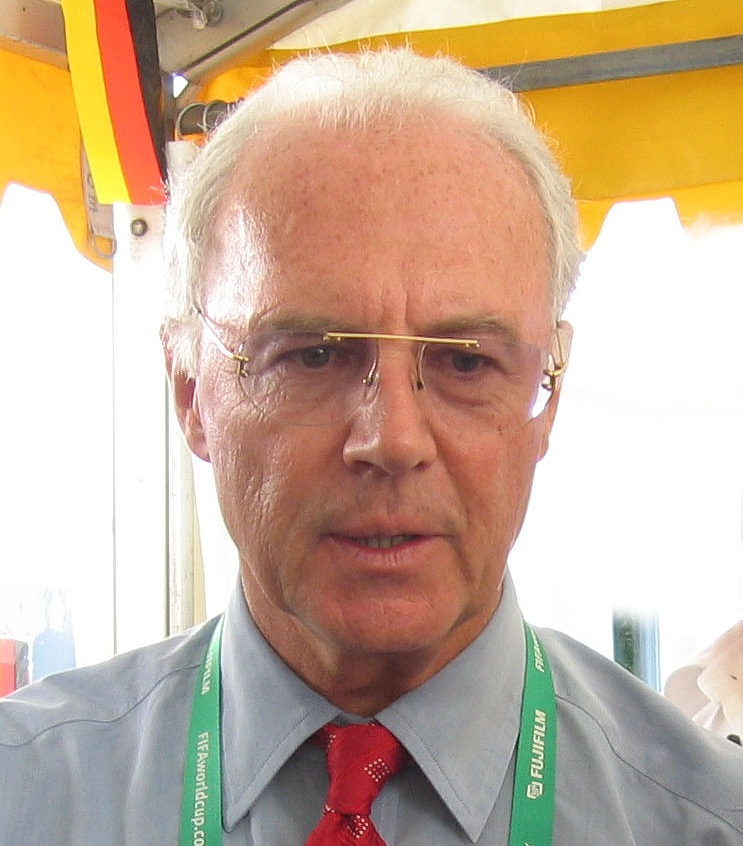
Franz Beckenbauer bei der Eröffnung des Fritz-Walter-Hauses in Alsenborn

Sendung am 26. Mai 2006
1. Franz Beckenbauer
2. Gerd Müller
3. Michael Ballack
4. Fritz Walter
5. Uwe Seeler
6. Günter Netzer
7. Lothar Matthäus
8. Sepp Maier
9. Miroslav Klose
10. Jürgen Klinsmann

### Unsere Besten – Die Lieblingsorte der Deutschen
Sendung am 22. September 2006
1. Kölner Dom
2. Brandenburger Tor in Berlin

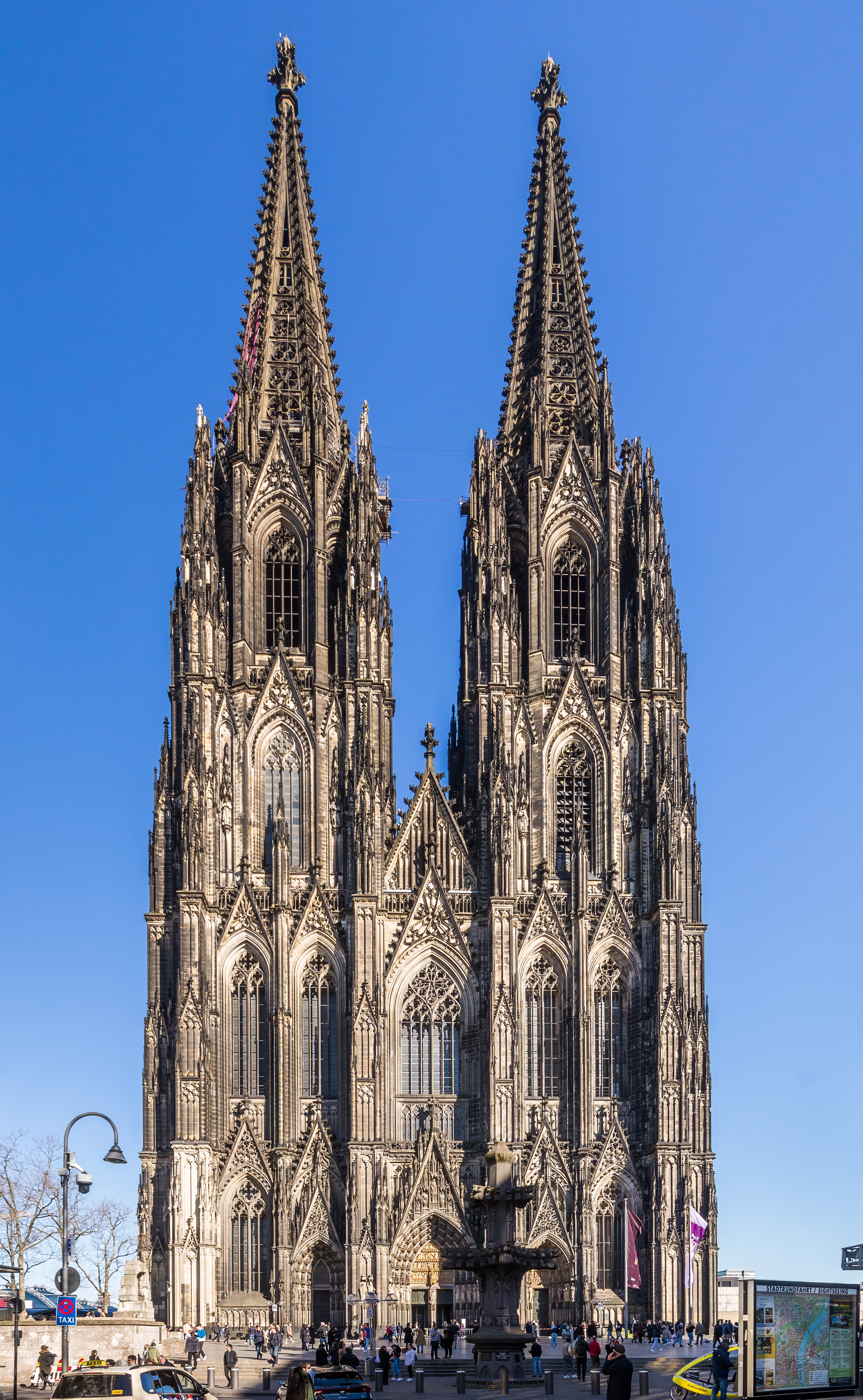
Kölner Dom

3. Schlosskirche in der Lutherstadt Wittenberg
4. Prinzipalmarkt Münster
5. Rathausplatz Paderborn
6. Wuppertaler Schwebebahn
7. Hofbräuhaus in München
8. Hamburger Hafen
9. Kaiser- und Mariendom zu Speyer
10. Mittelalterliche Altstadt Quedlinburg

### Unsere Besten – Die größten deutschsprachigen Filmstars

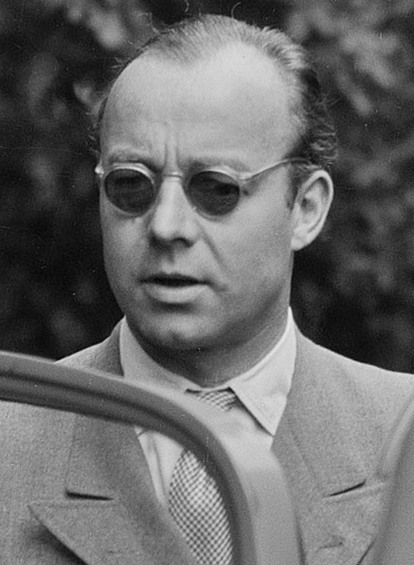
Heinz Rühmann, 1946

Sendung am 24. November 2006
1. Heinz Rühmann
2. Mario Adorf
3. Romy Schneider
4. Iris Berben
5. Peter Alexander
6. Veronica Ferres
7. Heinz Erhardt
8. Heino Ferch
9. Inge Meysel
10. Günter Strack

### Unsere Besten – Komiker und Co.

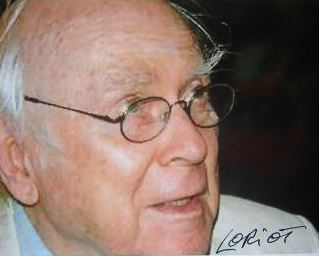
Vicco von Bülow (Loriot) 2005

Sendung am 27. April 2007
1. Loriot
2. Heinz Erhardt
3. Otto Waalkes
4. Hape Kerkeling
5. Dieter Hallervorden
6. Rudi Carrell
7. Karl Valentin
8. Michael Mittermeier
9. Anke Engelke
10. Dieter Hildebrandt

### Unsere Besten – Musikstars aller Zeiten

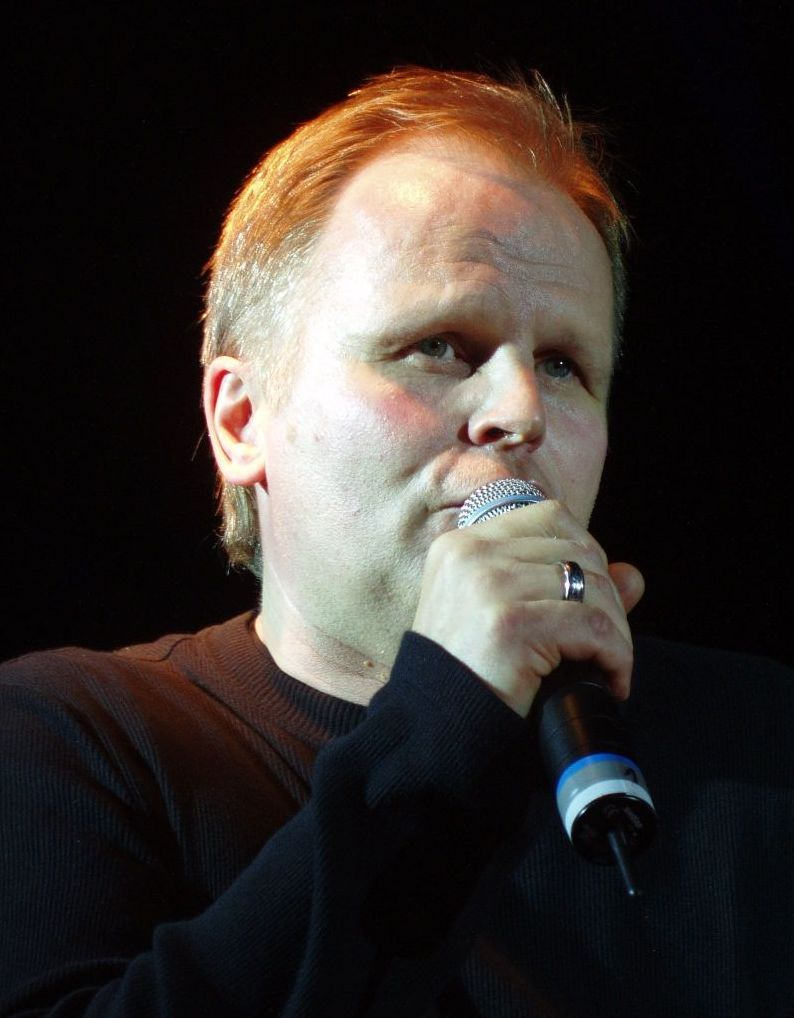
Herbert Grönemeyer 2004

Sendung am 23. November 2007 (Die Böhsen Onkelz belegten ursprünglich den ersten Platz, wurden aber  wegen „Blockvoting“ (geschlossene Stimmabgabe) der Fans heimlich und manipulativ auf Platz 25 gesetzt.)
1. Herbert Grönemeyer
2. Udo Jürgens
3. Wolfgang Amadeus Mozart
4. Peter Maffay
5. Nena
6. Ludwig van Beethoven
7. Roy Black
8. Sarah Connor
9. Xavier Naidoo
10. André Rieu

### Unsere Besten – Die größten Fernsehmomente
Sendung am 25. April 2008

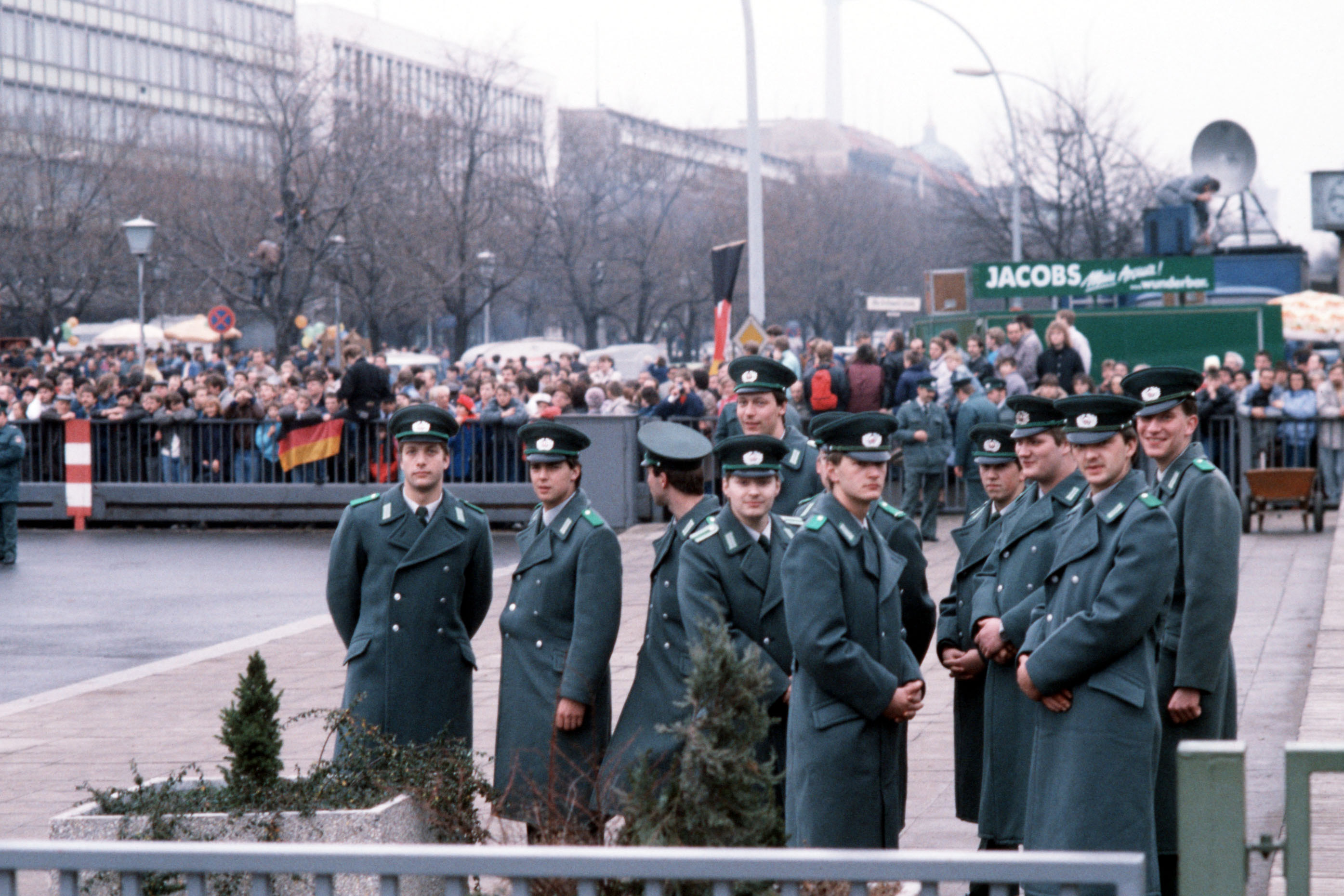
Maueröffnung 1989

1. Die Öffnung der Berliner Mauer 1989
2. Die Mondlandung 1969
3. Kardinal Ratzinger wird Papst 2005
4. John F. Kennedy: „Ich bin ein Berliner“ 1963
5. Fußball-Weltmeisterschaft 2006
6. Die Hochzeit von Lady Diana und Prinz Charles 1981
7. Das Wunder von Lengede 1963
8. Die Sonnenfinsternis 1999
9. Willy Brandts Kniefall in Warschau 1970
10. Der einsame „Kaiser“ bei der WM in Rom 1990

### Unsere Besten – Olympische Momente
Sendung am 25. Juli 2008

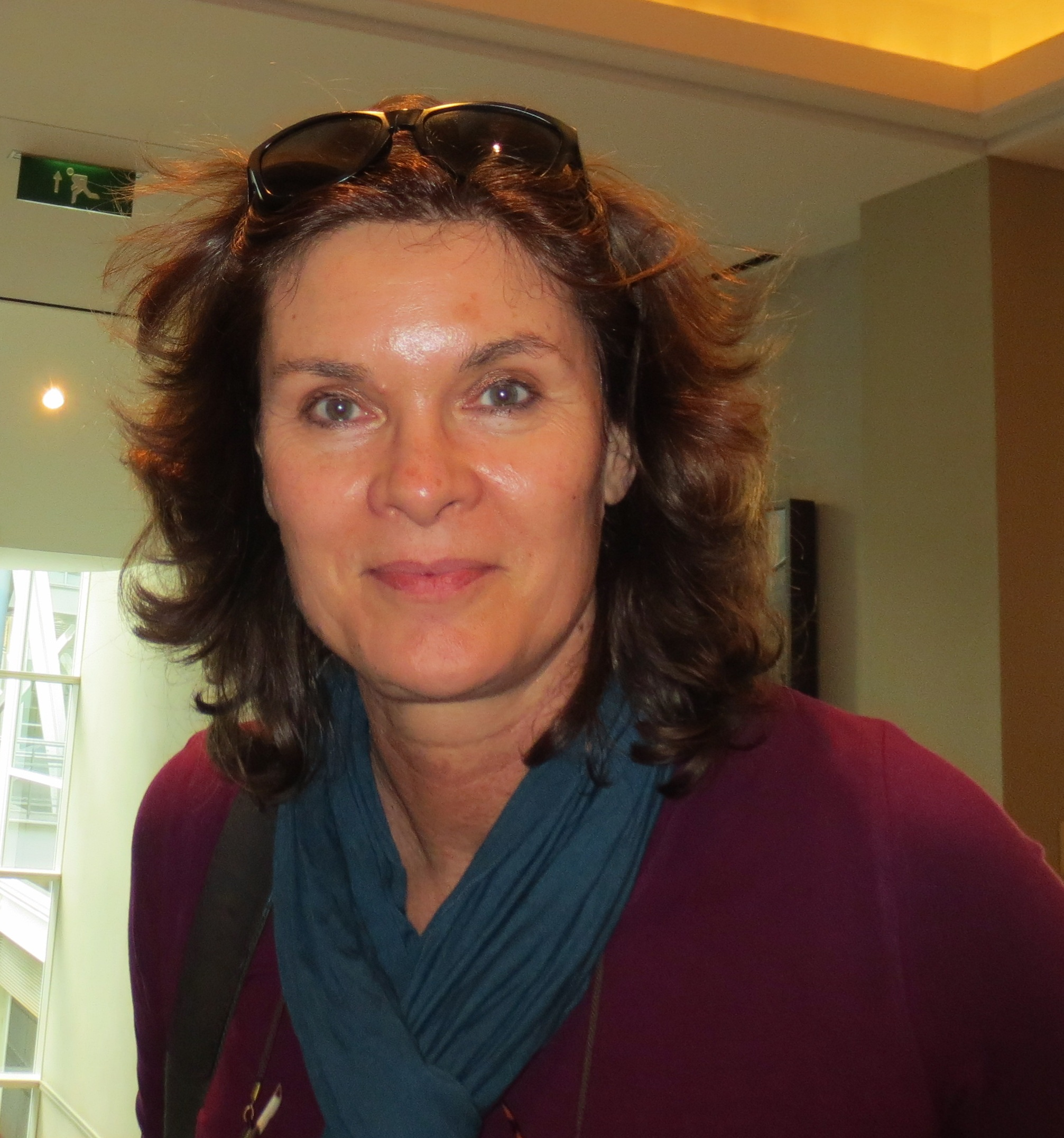
Ulrike Meyfarth

1. Ulrike Meyfarth (Das Hochsprung-Wunder – München 1972)
2. Muhammad Ali („The Greatest“ – Atlanta 1996)
3. Michael Groß („Flieg, Albatros, flieg!“ – Los Angeles 1984)
4. Cathy Freeman (Australiens Hoffnung – Sydney 2000)
5. Heide Rosendahl („Miss Leichtathletik“ – München 1972)
6. Boris Becker/Michael Stich (Doppel-Gold – Barcelona 1992)
7. Birgit Fischer (Kanu-Königin – Athen 2004)
8. Mark Spitz (7 × Gold – München 1972)
9. Waldemar Cierpinski (Der Marathonmann – Moskau 1980)
10. Jesse Owens (Held von Berlin – Berlin 1936)

## Neuauflage 2014
Im Jahr 2014 wurde die Rankingshow unter dem Titel Deutschlands Beste! fortgesetzt. Die Vorauswahl beruht auf einer im Auftrag des ZDF angelegten, repräsentativen Umfrage durch das Meinungsforschungsinstitut Forsa, anhand derer ermittelt wurde, welche Personen aus dem öffentlichen Leben nach Meinung der Deutschen zu den „besten“ Männern und Frauen des Landes gehören. Das ZDF führte eine Online-Umfrage durch, bei der die Zuschauer für ihre Favoriten abstimmen konnten. Zur Wahl standen je 100 noch lebende Frauen und Männer. Auch die Hörzu-Fernsehzeitschrift ließ abstimmen. Im Heft 20 vom 9. Mai 2014 wurden die beiden „Top 100“-Listen alphabetisch auf vier Seiten vorgestellt. Der Leser konnte aus beiden Gruppen bis zu fünf Personen wählen. Das Voting konnte per Postkarte an die Hörzu oder über deren Internetseite erfolgen. Auf dieser waren die Listen bebildert.

### Manipulationen
Wie sich erst im Nachhinein herausstellte, beginnend mit Anfragen des Zapp-Magazins und des Medienjournalisten Stefan Niggemeier, wurde indes lediglich eine zweite Forsa-Umfrage zum Ranking der jeweils „besten“ 50 herangezogen, das ZDF-Online- und das Hörzu-Voting wurden nicht berücksichtigt. Begründet wurde dies unter anderem mit der angeblichen Einflussnahme von Fangruppen auf das Onlinevoting. Darüber hinaus kam es zu willkürlichen Manipulationen durch die Redaktion, bei denen eingeladene Gäste wie Claus Kleber und Franz Beckenbauer auf vordere Positionen verschoben wurden, dafür hingegen der Moderator von RTL aktuell, Peter Kloeppel, auf eine hintere Position gesetzt wurde.
Moderiert wurde die Sendung abermals von Johannes B. Kerner. In der ersten Folge am 2. Juli 2014 um 20:15 wurden die Männer präsentiert, am darauffolgenden Tag folgten die Frauen. Als Gäste im Studio waren Maria Höfl-Riesch, Michael Bully Herbig, Claus Kleber, Günther Jauch und Franz Beckenbauer sowie Hannelore Kraft, Rosi Mittermaier, Katarina Witt, Ruth Maria Kubitschek und Hans Sigl, die (Sigl ausgenommen) auch alle im Ranking auftauchten. Zudem fungierte Olaf Schubert als Co-Moderator.
Im Zusammenhang mit den 2014er Manipulationen wurde bekannt, dass bereits 2007 in der Sendung Unsere Besten – Musikstars aller Zeiten die Band Böhse Onkelz heimlich von Platz 1 auf Platz 25 mit Wissen des damaligen Programmdirektors Thomas Bellut herabgestuft wurde.
Daraufhin bot ZDF-Unterhaltungschef Oliver Fuchs seinen Rücktritt an. Außerdem wurde die für die beiden Shows 2014 zuständige Teamleiterin ihrer Führungsfunktion enthoben und wie eine weitere Redakteurin abgemahnt. In diesem Zusammenhang wurde zudem die Einstellung der Reihe Deutschlands Beste! verkündet. Das Rücktrittsgesuch von Fuchs wurde vom ZDF-Intendanten Thomas Bellut und Programmdirektor Norbert Himmler angenommen.
Nachfolgend die (manipulierten) Rankinglisten der beiden Sendungen:

### Deutschlands beste Männer

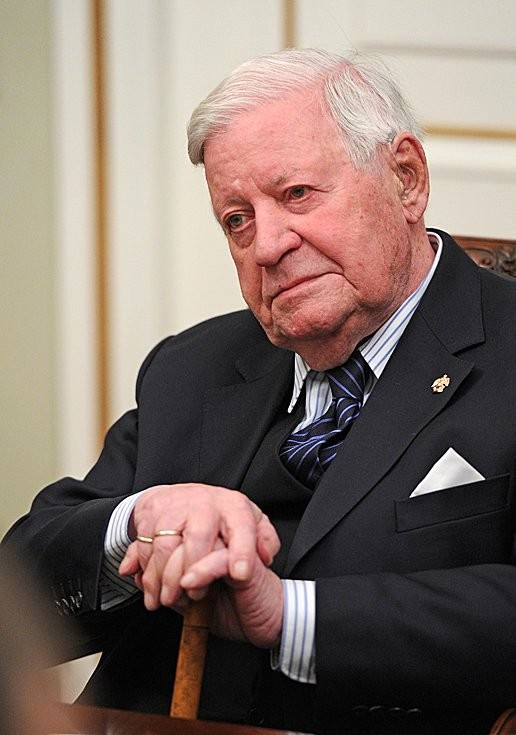
Helmut Schmidt 2013

Sendung am 2. Juli 2014
1. Helmut Schmidt
2. Hans-Dietrich Genscher
3. Richard von Weizsäcker
4. Günther Jauch
5. Joachim Gauck
6. Frank-Walter Steinmeier
7. Helmut Kohl
8. Benedikt XVI.
9. Franz Beckenbauer
10. Michael Schumacher
11. Wolfgang Schäuble
12. Hape Kerkeling
13. Günter Grass
14. Mario Adorf
15. Sebastian Vettel
16. Joachim Löw
17. Uwe Seeler
18. Armin Mueller-Stahl
19. Ulrich Wickert
20. Thomas Gottschalk
21. Peter Maffay
22. Dirk Nowitzki
23. Gerhard Schröder
24. Frank Elstner
25. Thomas Südhof
26. Hellmuth Karasek
27. Gregor Gysi
28. Claus Kleber
29. Jürgen Klopp
30. Sigmar Gabriel
31. Herbert Grönemeyer
32. Manuel Neuer
33. Sepp Maier
34. Götz George
35. Christoph Waltz
36. Michael Herbig
37. Joschka Fischer
38. David Garrett
39. Peter Kloeppel
40. James Last
41. Oliver Welke
42. Jan Hofer
43. Reinhard Mey
44. Jan Josef Liefers
45. Peer Steinbrück
46. Philipp Lahm
47. Roland Emmerich
48. Siegfried Lenz
49. Hubert Burda
50. Horst Seehofer

### Deutschlands beste Frauen

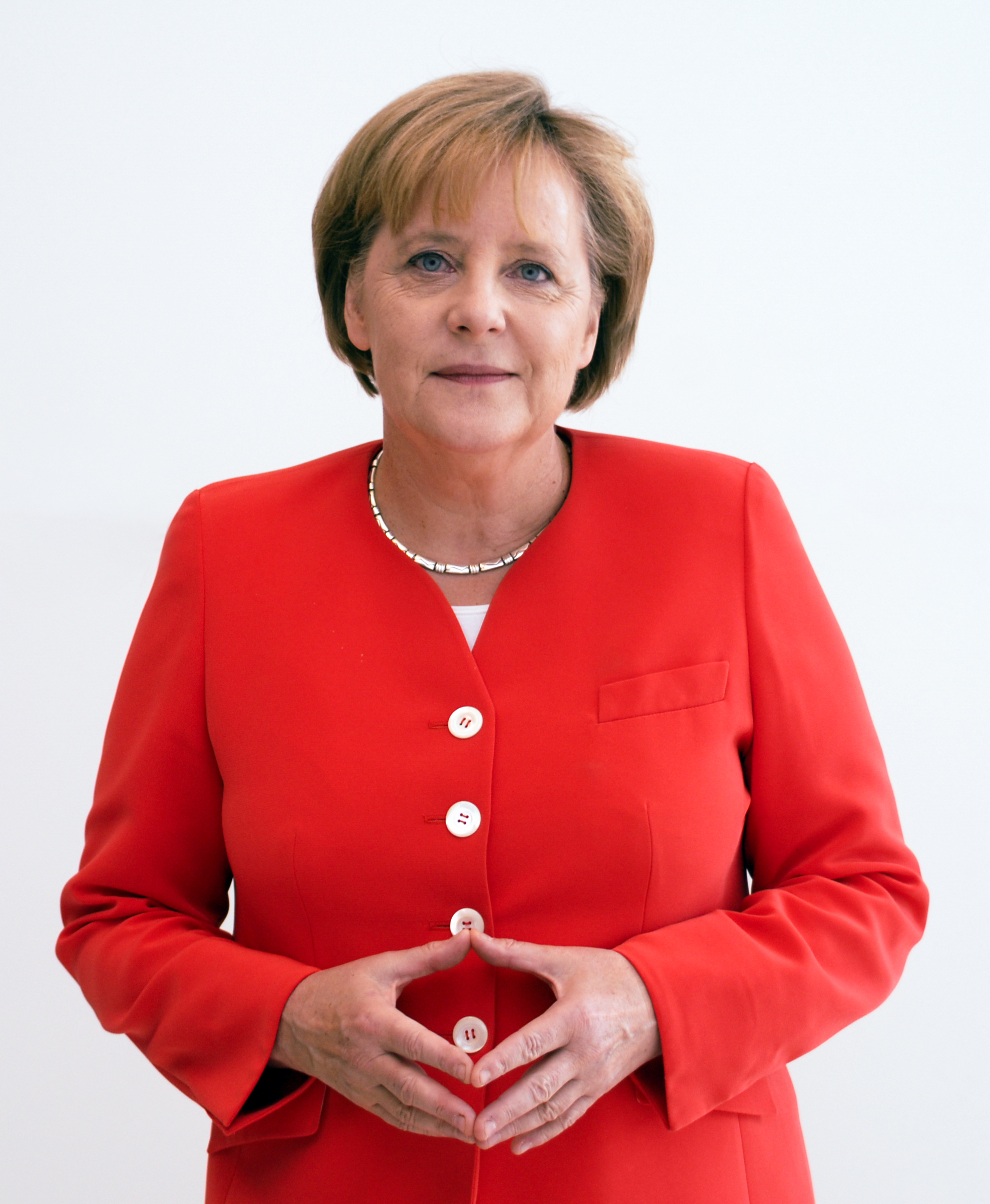
Angela Merkel 2010

Sendung am 3. Juli 2014
1. Angela Merkel
2. Steffi Graf
3. Magdalena Neuner
4. Hannelore Kraft
5. Helene Fischer
6. Ursula von der Leyen
7. Silvia Neid
8. Barbara Schöneberger
9. Senta Berger
10. Hildegard Hamm-Brücher
11. Rita Süssmuth
12. Iris Berben
13. Nena
14. Margot Käßmann
15. Maria Höfl-Riesch
16. Rosi Mittermaier
17. Marietta Slomka
18. Anke Engelke
19. Nadine Angerer
20. Friede Springer
21. Maria Furtwängler
22. Anne Will
23. Christiane Nüsslein-Volhard
24. Anne-Sophie Mutter
25. Katarina Witt
26. Andrea Henkel
27. Elke Heidenreich
28. Birgit Prinz
29. Andrea Berg
30. Ruth Maria Kubitschek
31. Dagmar Berghoff
32. Maybrit Illner
33. Ina Müller
34. Hannelore Elsner
35. Renate Künast
36. Claudia Roth
37. Sandra Maischberger
38. Caren Miosga
39. Cornelia Funke
40. Kati Wilhelm
41. Uschi Glas
42. Anni Friesinger-Postma
43. Heide Simonis
44. Annette Frier
45. Katrin Müller-Hohenstein
46. Sahra Wagenknecht
47. Claudia Pechstein
48. Martina Hill
49. Franziska van Almsick
50. Jutta Speidel

### Vorgenommene Manipulationen
Nach der Pressemitteilung des ZDF vom 11. Juli 2014 wurden in den beiden Listen die Forsa-Platzierungen durch die ZDF-Redaktion wie folgt verändert (es verschoben sich dadurch auch dazwischen liegende Platzierungen):

#### Deutschlands beste Männer
- Frank-Walter Steinmeier (von 10 auf 6)
- Franz Beckenbauer (von 31 auf 9)
- Wolfgang Schäuble (von 6 auf 11)
- Claus Kleber (von 39 auf 28)
- Michael Herbig (von 42 auf 36)
- Peter Kloeppel (von 27 auf 39)
- Jan Hofer (von 36 auf 42)

#### Deutschlands beste Frauen
- Hannelore Kraft (von 5 auf 4)
- Helene Fischer (von 10 auf 5)
- Ursula von der Leyen (von 4 auf 6)